# The Blazing World

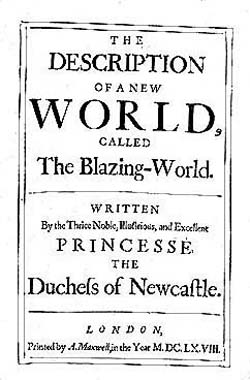

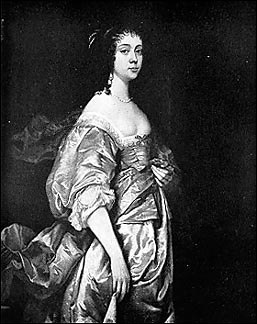
Margaret Cavendish

„The Description of a New World, Called The Blazing-World” cunoscută mai bine sub denumirea „The Blazing-World” este o lucrare de proză de ficțiune din 1666 scrisă de scriitoarea engleză Margaret Cavendish, Ducesă de Newcastle-upon-Tyne. După cum sugerează titlul său complet, Lumea de Flăcări este o descriere fantezistă a unui regat satiric, utopic, dintr-o altă lume (cu stele diferite de pe cer), în care se poate ajunge pe la Polul Nord. Este „singura lucrare de ficțiune utopică cunoscută scrisă de către o femeie din secolul al XVII-lea, precum și unul dintre primele exemple a ceea ce numim astăzi science-fiction- deși este, de asemenea, o poveste de dragoste, o poveste de aventură, și chiar autobiografie”. 
Eroina lucrării trimite submarine și „oameni pasăre” înarmați cu „pietre de foc”  prin intermediul portalului din Lumea lor de Flăcări pe Pământ pentru a face ravagii în rândul dușmanilor Angliei.

## Vezi și
- Istoria științifico-fantasticului
- Listă de scrieri utopice